# Chamaepsila obscuritarsis
Chamaepsila obscuritarsis är en tvåvingeart som först beskrevs av Friedrich Hermann Loew 1856.  Chamaepsila obscuritarsis ingår i släktet Chamaepsila, och familjen rotflugor. Arten är reproducerande i Sverige.